# 武侯大道站
武侯大道站位于成都市武侯区中环路武阳大道段与武侯大道双楠段路口，是成都地铁7号线的地下岛式站台车站，于2017年12月6日启用，因临近武侯大道而得名。在7号线建设期间，本站曾使用工程名“武侯双楠站”。本站土建部分的施工方为中铁五局集团成都工程有限责任公司。

## 车站结构
本站为地下岛式站台车站，全长501.4米，标准段宽度为20.1米，岛式站台长140米，站台宽11米。车站共设4组出入口、1个紧急疏散出入口、2组风亭。

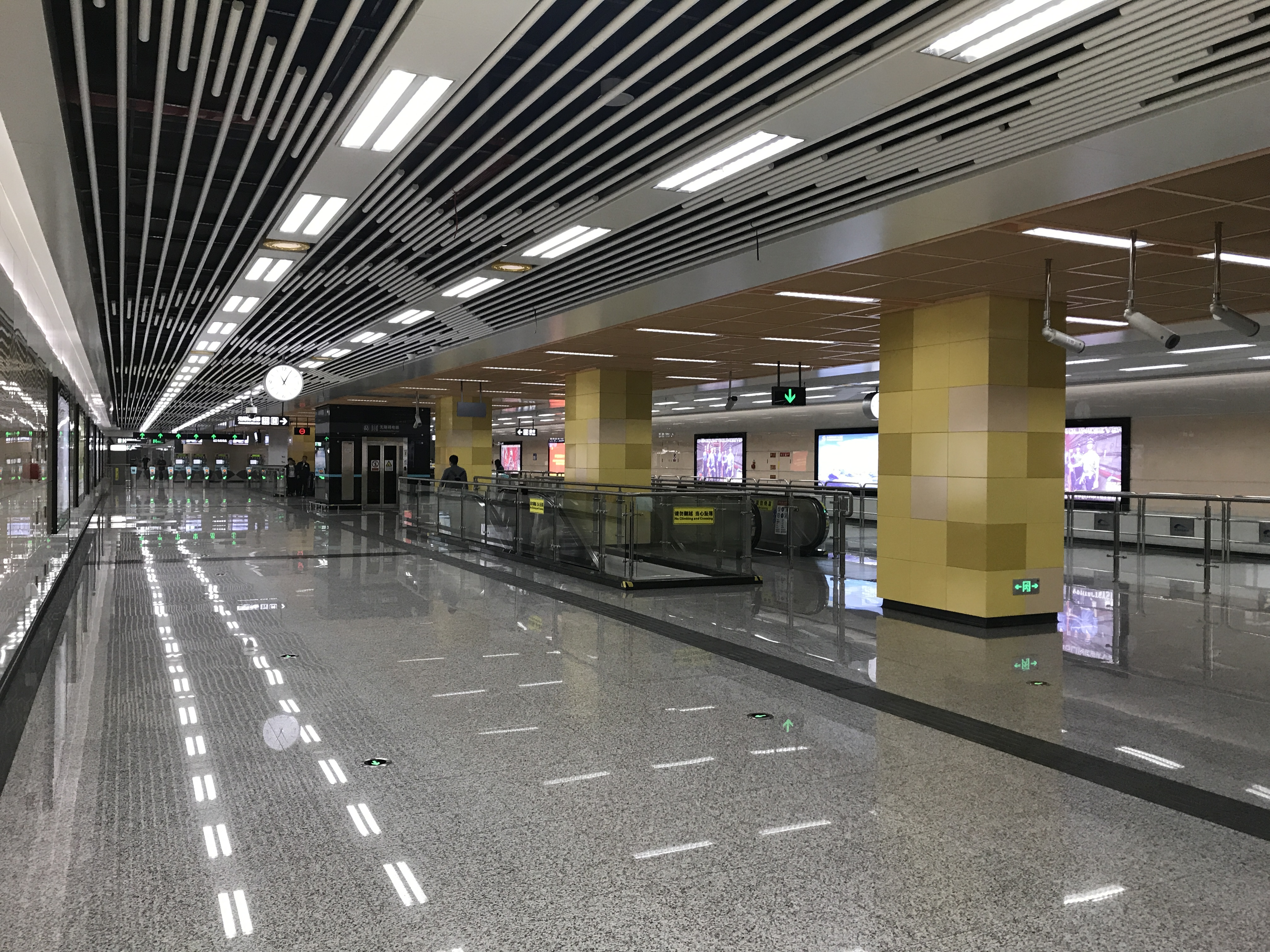
站厅层
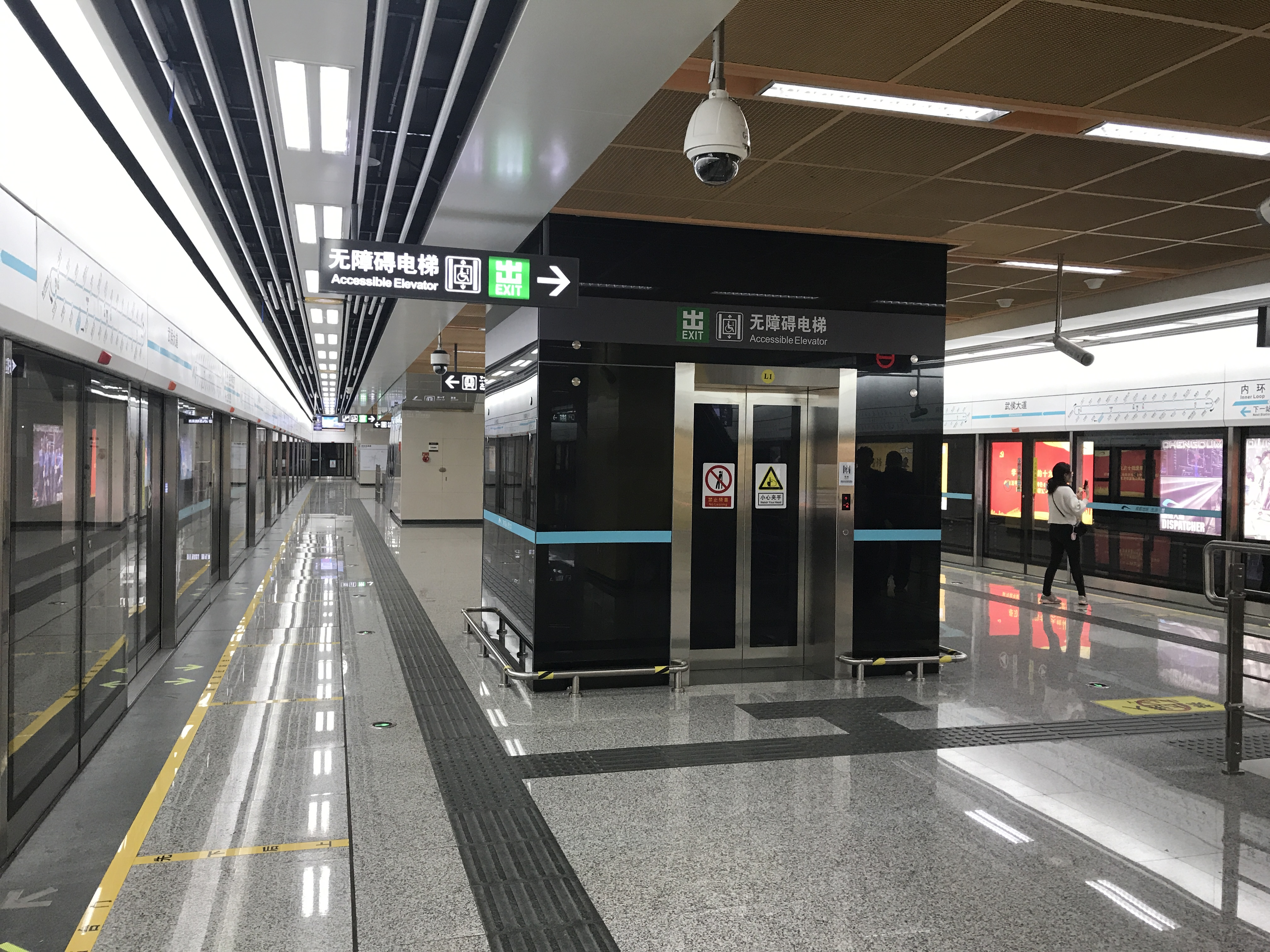
站台层

| 地面              | 0    | 出口A1·A2·B·H·J1–J3                                                                           |
| 地下一层          | 站厅 | 自助购票 客服中心                                                                             |
| 地下二层          | 站台 | \| \| \| 7号线外环（太平园） \| \| 島式 · 開左邊车门 \| \| \| \| \| \| 7号线内环（龙爪堰） \| |
|                   |      | 7号线外环（太平园）                                                                           |
| 島式 · 開左邊车门 |      |                                                                                               |
|                   |      | 7号线内环（龙爪堰）                                                                           |

- 站厅层
- 站台层

## 出入口
本站目前开放7个出入口。由于站厅与B出口无障碍电梯之间存在高差，因此设有轮椅升降台供轮椅使用者使用。
|              |              |                                                |      |
| 编号         | 设施         | 指示                                           | 图片 |
|              | 无障碍卫生间 | 中环路武阳大道段、武侯大道双楠段、双丰西路     |      |
| 出口 · A · 2 | 无障碍卫生间 | 中环路武阳大道段                               |      |
| 出口 · B     | 无障碍电梯   | 中环路武阳大道段、双丰中路、双丰西路           |      |
| 出口 · H     |              | 中环路武阳大道段                               |      |
| 出口 · J · 1 |              | 中环路武阳大道段                               |      |
| 出口 · J · 2 |              | 武侯大道双楠段、中环路武阳大道段、晋吉南路     |      |
| 出口 · J · 3 |              | 武侯大道双楠段、中环路武阳大道段、太平园东五街 |      |

## 公交换乘
84路；147路；151路；165路；251路；516路；1091路；

## 历史
- 2015年3月20日，车站主体结构封顶[3]；
- 2016年4月26日，车站主体结构通过验收[5]；
- 2017年3月20日，车站通过工程实体验收[6]；
- 2017年12月6日，车站正式启用[1]。

## 趣闻
- 2016年7月31日，成都地铁3号线开通运营，列车车厢内同步更新包括7号线各站在内的线网图时，错将“武侯大道站”写成了“武候大道站”[7]，后已修正。